# Karl Frahm
Karl Frahm (3 de Agosto de 1913 - ) foi um comandante de U-Boot que serviu na Kriegsmarine durante a Segunda Guerra Mundial.